# Redkoduby
Redkoduby (ukr. Рідкодуби, Ridkoduby) – wieś na Ukrainie, w obwodzie rówieńskim, w rejonie dubieńskim, w hromadzie Werba. W 2001 liczyła 162 mieszkańców, spośród których 161 wskazało jako ojczysty język ukraiński, a 1 rosyjski.
W okresie międzywojennym wieś znajdowała się w granicach II RP, wchodząc w skład gminy Werba w powiecie dubieńskim, w województwie wołyńskim.